# Luis García-Herraiz
Luis García-Herraiz y Enguídanos (Villanueva de la Jara, 1844-Albacete, 1921) fue un abogado, periodista y escritor español.

## Biografía
Nació en 1833 en la localidad conquense de Villanueva de la Jara. Se le conoce especialmente por su obra Lo manchego, una visión crítica de La Mancha y sus gentes, que publicó bajo el seudónimo de «Juan Ruiz» en 1876. Participó también de forma activa en la prensa periódica de Albacete. Falleció el 18 de junio de 1921 en Albacete.